# 365 (число)
365 (триста шестьдесят пять) — натуральное число, расположенное между числами 364 и 366.

## Календарь
Число 365 в первую очередь известно тем, что оно соответствует количеству дней в году. Здесь наиболее важное математическое свойство числа — то, что при делении 365 на 7 (количество дней в неделе) в остатке остаётся 1. Эта особенность имеет большое значение для григорианского календаря, из-за неё каждый стандартный (не високосный) год начинается и заканчивается одним и тем же днём недели (например, если 1 января было воскресеньем, то и 31 декабря тоже будет воскресеньем).

## Математика
365 раскладывается на 5*73. 365 равняется сумме квадратов трёх последовательных чисел (10, 11, 12) или сумме квадратов двух последовательных чисел (13, 14).
365 = 102 + 112 + 122 = 132 + 142
На картине Н. П. Богданова-Бельского «Устный счёт. В народной школе С. А. Рачинского» ученики С. А. Рачинского решают в уме задачу:{\displaystyle {\frac {10^{2}+11^{2}+12^{2}+13^{2}+14^{2}}{365}}=?} ответом в которой является 2.

## Гностицизм
Большое значение число 365 имело в гностицизме. Согласно учению Василида с именем Бога было связано два магических числа — 365 и 7, поэтому гностики приложили много сил на поиск имени, в котором бы они сочетались.
Такое имя было найдено самим Василидом. Оно записывалось семью буквами греческого алфавита, сумма которых равнялась 365: ABPAΣAΞ (Абраксас) → 1+2+100+1+200+1+60=365.